# Beau Geste (film, 1939)
Pour les articles homonymes, voir Beau Geste.
Pour plus de détails, voir Fiche technique et Distribution.
Beau Geste est un film américain de William A. Wellman, sorti en 1939. Il est réalisé d'après le roman homonyme de Percival Christopher Wren de 1924.

## Synopsis
« Beau », John et Digby Geste sont trois frères inséparables adoptés par la riche Lady Brandon. La disparition soudaine de son saphir, le « Blue Water », pousse les frères à fuir la maison. Ils se retrouvent engagés dans la Légion étrangère, où ils affrontent autant leur sergent intransigeant que les rebelles arabes...

## Contexte
Le film fait l'objet d'une interdiction au Québec en 1939.
Le roman a été adapté une première fois au cinéma en 1926 : Beau Geste de Herbert Brenon.
Il en a fait une version parlante en 1931 ; Beau Ideal de Herbert Brenon.
Il sera de nouveau adapté en 1966 ; Beau Geste le Baroudeur de Douglas Heyes.
Marty Feldman en réalisera une adaptation comique en 1977 : Mon « Beau » légionnaire (The last remake of Beau Geste).
Il fera également l'objet d'une série en 1982 : Beau Geste de Douglas Camfield.

## Fiche technique
- Réalisation : William A. Wellman, assisté de Richard Talmadge
- Scénario : Robert Carson (en) d'après le roman éponyme de Percival Christopher Wren
- Production : William A. Wellman ; Paramount Pictures
- Direction de la photographie : Theodor Sparkuhl, Archie Stout
- Direction artistique : Hans Dreier, Robert Odell
- Décors : A.E. Freudeman
- Costumes : Edith Head
- Musique : Alfred Newman
- Montage : Thomas Scott
- Date de sortie (États-Unis) : 15 septembre 1939
- Durée : 112 minutes

## Distribution
- Gary Cooper : Michael « Beau » Geste
- Ray Milland : John Geste
- Robert Preston : Digby Geste
- Brian Donlevy : sergent Markoff
- Susan Hayward : Isobel Rivers
- J. Carrol Naish : Rasinoff
- Albert Dekker : légionnaire Schwartz
- Broderick Crawford : Hank Miller
- Charles Barton : Buddy McMonigal
- James Stephenson : Henri de Beaujolais
- Heather Thatcher : Lady Patricia Brandon
- Harold Huber : Voisin
- Donald O'Connor : « Beau » enfant
- Ann Gillis : Isobel enfant
- Harvey Stephens : lieutenant Martin
- Stanley Andrews : Maris
- Harry Woods : Renoir

Et, parmi les acteurs non crédités :
- Nestor Paiva : caporal Golas
- George Regas : guide arabe